# Synandromyces psammoechi
Synandromyces psammoechi är en svampart som beskrevs av Thaxt. 1931. Synandromyces psammoechi ingår i släktet Synandromyces och familjen Laboulbeniaceae.   Inga underarter finns listade i Catalogue of Life.